# Natalie Wynn
Natalie Wynn (Arlington (Virginia), 21 oktober 1988) is een Amerikaanse YouTube-persoonlijkheid die zich specialiseert in komische en educatieve video's over gender, ras, politiek, filosofie en sociale rechtvaardigheid op haar kanaal, ContraPoints genaamd. Wynns video's zijn geprezen om haar gebruik van belichting en kostuum, en haar genuanceerde, ironische humor.

## Persoonlijk leven
Wynn is een transgendervrouw, iets wat sterk op de voorgrond treedt in haar video's. Ze is in juli 2017 begonnen met haar transitie. Wynn had zich eerder geïdentificeerd als genderqueer. In haar video "Are Traps Gay?", uit begin 2019, identificeerde Wynn haar seksualiteit als queer en polyamoreus.  In de video Shame (Schaamte), uitgebracht in februari 2020, maakte Wynn bekend lesbienne te zijn. Ze woont in Baltimore, Maryland.

## ContraPoints
Wynn begon haar YouTube-kanaal ContraPoints in 2008, met video's over atheïsme, maar verlegde de focus later naar het geven van repliek op rechtse youtubers, die op dat moment in toenemende mate een aanwezigheid vormde op de site. Wynn is een socialist en een feminist. Ze heeft filosofie gestudeerd en doceert aan Northwestern University. Ze gebruikt filosofie, sociologie en persoonlijke ervaringen in haar video's om alt-rechtse, fascistische, klassieke liberale en conservatieve spreekpunten uit te leggen en vaak te bekritiseren. Wynn gebruikt haar video's ook om progressieve ideeën uit te leggen, zoals verkrachtingscultuur en culturele toe-eigening. Ze heeft echter ook kritiek geuit op wat ze ziet als een linkse neiging om argumenten te presenteren die "logisch kloppen, maar een retorische mislukking zijn". Ze illustreert haar argumenten met voorbeelden uit haar leven als transpersoon.
ContraPoint-video's hebben vaak een strijdlustige en humoristische toon, met donkere of surrealistische humor, sarcasme en seksualiteit. Wynn visualiseert vaak concepten door, gehuld in uitgebreide kostuums, verschillende personages te spelen die verhitte debatten met elkaar voeren. Emily VanDerWerff in Slate beschrijft haar regiekeuzes als onderscheidend door de "gecompliceerde belichting, uitgebreide kostuums en een doordachte esthetiek die je niet veel op televisie ziet, laat staan op YouTube." Katherine Cross, in een interview dat ze in augustus 2018 voor The Verge afnam, merkte een aanzienlijk verschil op tussen Wynn en Contra, het personage dat ze in haar video's portretteert. Contra is afstandelijk, decadent en minachtend, terwijl Wynn serieus kan zijn - en ze "geeft er veel om, bijna te veel."